# Hans-Ole Skovgaard
Hans-Ole Skovgaard (født 31. december 1937, død 2002) blev civilingeniør i 1962. 
Han var fra 1968 afdelingsingeniør ved Stadsingeniørens Direktorat og 1973-1980 leder af Projekteringskontoret på Vejkontoret i København. 
Efter et år som teknisk direktør ved Horsens Kommune blev han i 1981 generalsekretær for Dansk Ingeniørforening og var 1984-1986 direktør samme sted. 
I 1986 etablerede han eget konsulentfirma, men fire år efter blev han direktør for idéudviklingsselskabet A/S Baneby. 
I 1992 blev han ansat som projektleder i Carl Bro A/S, og fra 1994 var han chefrådgiver samme sted. 1998-2001 var han projektleder i Banestyrelsen, og i 2001 blev han ansat i det internationale transportrådgivningsselskab W.S. Atkins. Hans-Ole Skovgaard beklædte gennem årene en lang række tillidshverv. 
Det organisatoriske arbejde blev indledt, da han i 1972 blev formand for Foreningen af Yngre Civil- og Akademi-ingeniører. Året efter blev han næstformand for Dansk Ingeniørforening og kom i bestyrelsen for Akademikernes Centralorganisation. 1993-1995 var han formand for Dansk Ingeniørforening.